# Répondez-moi
«Répondez-moi» (французское произношение: [ʁepɔ̃demwa]; с фр. — «Ответьте мне») — песня албанско-швейцарского певца Gjon’s Tears, выпущенная в качестве сингла 6 марта 2020 года на лейбле Muve. Авторами и композиторами песни стали сам Gjon’s Tears, а также Ализе Освальд, Йерун Свиннен и Ксавье Мишель.
Песня должна была представить Швейцарию на конкурсе песни «Евровидение-2020» в Роттердаме, Нидерланды, после прохождения внутреннего отбора Швейцарской вещательной корпорацией (SRG SSR). Однако в марте 2020 года конкурс был отменён в связи c пандемией COVID-19. Gjon’s Tears представил Швейцарию на конкурсе в следующем году, но уже с другой песней — «Tout l’univers», чего требовали правила конкурса.

## Создание и релиз

### Тема песни
По словам Gjon’s Tears, тема песни является личной для него: «Каждый спрашивает себя, почему именно мы здесь, откуда мы пришли и куда идём. Это ключевые вопросы, особенно для людей из среды мигрантов. Мои родители родом из Албании и Косово. Я вырос в Швейцарии, и это мой дом, это вопросы, о которых я много думаю».

### Музыкальное видео
Музыкальное видео, сопровождающее релиз «Répondez-moi», было опубликовано на YouTube 4 марта 2020 года. По словам Gjon’s Tears, в видео он хотел создать свой собственный мир воспоминаний, снов и реальности и для этого брал вдохновение из стиля работ Тарковского, которого он охарактеризовал как одного из своих любимых режиссёров. Он также рассказал, что съёмки проходили сложнее, чем ожидалось, потому что для создания дождя, снега и огня в видеоклипе они хотели использовать настоящие воду и огонь. Так, по его словам, во время съёмок сцены с огнём было сожжено не меньше 8 занавесок.
Режиссёром музыкального видео выступила Жанин Пиге (фр. Janine Piguet). В нём также снялись родители, брат и бабушка Джона. Съемки проходили, в частности, в библиотеке Фрибурга в числе прочих мест.

## На «Евровидении»
Песня была выбрана для представления Швейцарии на конкурсе песни «Евровидение-2020» после того, как Gjon’s Tears прошёл внутренний отбор швейцарской вещательной корпорации (SRG SSR). 28 января 2020 года была проведена жеребьёвка, в результате которой каждая участвующая страна попала в один из двух полуфиналов, а также было определено, в какой половине шоу они будут выступать. Швейцария попала во второй полуфинал, который состоялся бы 14 мая 2020 года, и должна была бы выступать во второй половине шоу Однако в марте Европейский вещательный союз объявил об отмене конкурса из-за пандемии COVID-19 в Европе. 20 марта 2020 года SRG SSR подтвердили своё намерение участвовать в конкурсе песни «Евровидение 2021», а также то, что Gjon’s Tears останется представителем Швейцарии на 2021 год.

## Список композиций
| №  | Название                         | Длительность |
| -- | -------------------------------- | ------------ |
| 1. | «Répondez-moi»                   | 2:59         |
| 2. | «Répondez-moi (Karaoke Version)» | 2:59         |

| №  | Название                                | Длительность |
| -- | --------------------------------------- | ------------ |
| 1. | «Répondez-moi — Sunlike Brothers Remix» | 2:22         |

## Чарты
| Чарт (2020—2021)                  | Высшая позиция |
| --------------------------------- | -------------- |
| Швейцария (Schweizer Hitparade)   | 42             |
| Швейцария (Media Control Romandy) | 10             |

## Хронология релиза
| Регион | Дата         | Формат(ы)                                  | Лейбл | Ист.  |
| ------ | ------------ | ------------------------------------------ | ----- | ----- |
| Разные | 6 марта 2020 | цифровая дистрибуция потоковое мультимедиа | Muve  | [ 8 ] |